# シアトル・タイムズ
シアトル・タイムズ (The Seattle Times) はワシントン州シアトルで発行されている新聞。シアトルの日刊紙の中で購読者が最も多い。

## 歴史
1891年に、Seattle Press-Times (シアトル・プレス・タイムズ)として、現在のシアトル・タイムズの元となる新聞が発行された。発行時は、4ページのみで、毎日3,500部の発行数であった。後に、名称をSeattle Daily Times (シアトル・デイリー・タイムズ)に改名し、1週間あたりの発行数を、発行時の場合以上に引き上げた。1915年には、発行数は70,000部、2006年には212,691部になっている。